# Abe-Lenstra-Stadion
Das Abe-Lenstra-Stadion (Eigenschreibweise Abe Lenstra Stadion) ist ein Fußballstadion in der nordniederländischen Stadt Heerenveen, Provinz Friesland. Es dient hauptsächlich als Spielstätte des SC Heerenveen, welcher in der Eredivisie spielt. Das Stadion ist nach dem Fußballspieler Abe Lenstra aus Heerenveen benannt, der am 2. September 1985 starb.

## Geschichte

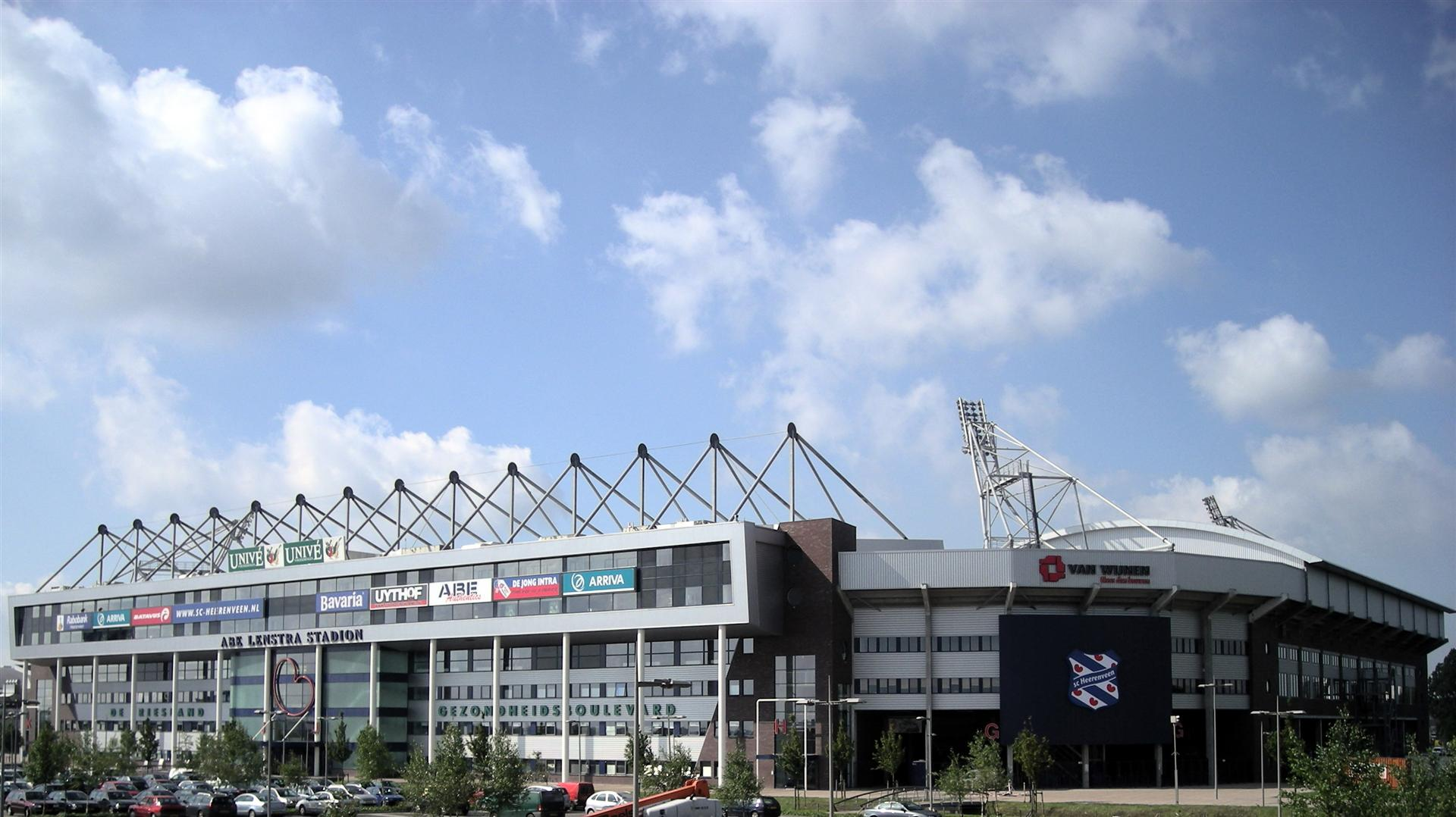
Abe-Lenstra-Stadion (Mai 2007)

Das Stadion wurde 1994 zunächst mit einer Kapazität von ca. 14.500 Plätzen gebaut und in den folgenden Jahren auf 26.100 überdachte Sitzplätze erweitert. Im Stadion befinden sich ein À-la-carte-Restaurant namens The Atmosphere, 22 Veranstaltungsräume und 39 Logen sowie ein Lebensmitteldiscountmarkt. In den Veranstaltungsräumen können Konferenzen, Hochzeiten, Familienfeste etc. abgehalten werden. Sie haben ein Fassungsvermögen von 10 – 5.000 Menschen. Dazu gehört noch die Fryslân Fean Plaza.
Am 28. Februar 2024 fand im Abe-Lenstra-Stadion das Spiel um Platz 3 der UEFA Women’s Nations League 2023/24 und die damit verbundene Qualifikation zu den Olympischen Sommerspielen in Paris statt. Die deutsche Fußballnationalmannschaft der Frauen besiegte die niederländische Auswahl mit 2:0 und sicherte sich den Startplatz im olympischen Fußballturnier.

## U-21-Fußball-Europameisterschaft 2007
Das Stadion in Heerenveen war eines von vier Austragungsorten der U-21-Fußball-Europameisterschaft 2007. Drei Spiele der Gruppe A und ein Halbfinale fanden im Abe-Lenstra-Stadion statt. Im Halbfinale Niederlande gegen England entschied erst der 32. Strafstoß das Elfmeterschießen zu Gunsten der Gastgeber.
|                           |   |             |                                   |
| 10. Juni 2007, Gruppe A   |   |             |                                   |
| Niederlande               | – | Israel      | 1:0 (1:0)                         |
| 13. Juni 2007, Gruppe A   |   |             |                                   |
| Israel                    | – | Belgien     | 0:1 (0:0)                         |
| 16. Juni 2007, Gruppe A   |   |             |                                   |
| Belgien                   | – | Niederlande | 2:2 (1:2)                         |
| 20. Juni 2007, Halbfinale |   |             |                                   |
| Niederlande               | – | England     | 1:1 n. V. (1:1, 0:1), 13:12 i. E. |

## Zukunft
Der SC Heerenveen plant einen baldigen Ausbau des Stadions mit einer Erweiterung der Westtribüne auf 32.000 Plätze.